# Stenberg, Hudiksvalls kommun
Stenberg är en bebyggelse söder om Hudiksvallsfjärden och strax öster om Hudiksvall i Idenors socken i Hudiksvalls kommun. SCB avgränsar från 2023 bebyggelsen till en småort.